# Saleh Abd al-Jawad
Saleh Abd al-Jawad (né en 1952) est un historien palestinien. Il a reçu son doctorat en sciences politiques à l'université Paris X - Nanterre en 1986 et travaille en tant que professeur d'histoire et de sciences politiques à l'université de Bir Zeit depuis 1981.

## Publications
Ouvrages
- Saleh Abdel Jawad, 2001, The Israeli Assassination Policy in the Aqsa Intifada, JMCC.
- Saleh Abdel Jawad, 2003, Le témoignage des Palestiniens entre l’historiographie israélienne et l’historiographie arabe : le cas de 1948 in COQUIO, C. L’histoire trouée. Négation et témoignage, Nantes : l’Atalante, pp.627-639.
- Saleh Abdel Jawad, 2005, Palestinians and the Historiography of the 1948 War, Muwatin.
- Saleh Abdel Jawad, 2006 The Arab and Palestinian Narratives of the 1948 War in ROTBERG, R.I., The Intertwined Narratives of Israel-Palestine: History’s Double Helix, Indianapolis : Indiana University Press, pp.72-113.
- Saleh Abdel Jawad, 2007, Zionist Massacres: the Creation of the Palestinian Refugee Problem in the 1948 War, in BENVENISTI, E., GANS, C. and HANAFI, S., Israel and the Palestinian Refugees, Berlin, Heidelberg, New-York : Springer, pp. 59-127.

Articles en ligne
- 60 ans après la “catastrophe, Courrier International, 5 juin 2008.
- Nous devons saisir notre chance, ISM, 11 février 2005.
- Les Israéliens s'illusionnent s'ils tablent sur un renversement du Hamas par la population, Le Monde, 6 janvier 2009.